# Frédéric Macler
Frédéric Macler, né le 26 mai 1869 à Mandeure, mort le 12 juillet 1938 à Montbéliard, est un arménologue français.
Ses recherches et publications portent tant sur la langue et la culture arménienne, que son histoire et son histoire de l'art.

## Biographie

### Des débuts en linguistique
Ayant appris l’arménien, l’assyrien et l’hébreu avec Auguste Carrière, Macler commence ses études arménologues avec la publication, en 1895, des Apocalypses apocryphes de Daniel. En 1911, il succède à Antoine Meillet dans la chaire d’arménien aux Langues orientales, qu’il occupera jusqu’en 1937.

### Le«père de l'arménologie française»
En 1919, il est cofondateur de la Société des études arméniennes (d) avec Victor Bérard, Charles Diehl, André-Ferdinand Hérold, H. Lacroix, Antoine Meillet, Gabriel Millet, Gustave Schlumberger.
Le 19 janvier 1920, il crée la Revue des études arméniennes, qu’il dirige jusqu’en 1933, avec Antoine Meillet.

### Historien et historien de l'art
À son actif, on peut compter près d’une centaine d’articles, sur l’histoire, la langue, l’architecture, la musique, les miniatures arméniennes. Il est l’un des premiers à avoir compilé et publié une liste des manuscrits arméniens conservés à la Bibliothèque nationale de Paris.
Par ailleurs, il a effectué plusieurs traductions d’auteurs et de légendes de l’arménien.